# Volkshochschule der Färöer

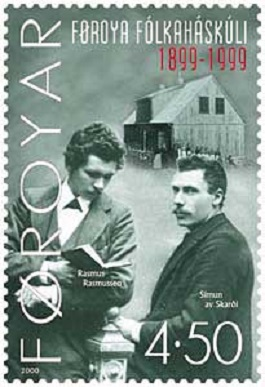
Rasmus Rasmussen und Símun av Skarði vor der alten Volkshochschule Fagralíð in Klaksvík.

Die Volkshochschule der Färöer (fär. Føroya Fólkaháskúli) wurde 1899 von Rasmus Rasmussen und Símun av Skarði in Klaksvík gegründet und hat heute ihren Sitz in Tórshavn.
Die färöische Volkshochschule war die erste Bildungseinrichtung, auf der in färöischer Sprache gelehrt wurde. Nicht zuletzt deswegen spielt sie in der nationalen Erweckung in der Geschichte der Färöer eine zentrale Rolle, die mit dem Weihnachtstreffen der Färöer 1888 ihren Anfang nahm und sich im färöischen Sprachstreit kulturell durchsetzen konnte.

## Vorgeschichte
Die Idee, auf der die Volkshochschulen basieren, stammt aus Dänemark. Die Bewegung hatte ihren Ausgangspunkt in der Demokratie, die 1848 in Dänemark den Absolutismus abgelöst hatte. N.F.S. Grundtvig, der den Anstoß zur Volkshochschulbewegung gab, war der Meinung, dass das Volk, wenn es sich an der Regierung des Landes beteiligen sollte, besser informiert werden müsste, als dies in der Volksschule möglich war. Das Volk müsste sich selbst, also seine Geschichte und seine Kultur, kennenlernen. Dabei sollten jedoch nicht die Prinzipien, die in den eigentlichen Hochschulen angewandt wurden, zum Tragen kommen. Sinn der Sache war es nicht, dass alle gelehrte Spezialisten sein sollten. Statt des Buches und des Auswendiglernens vertrauten Grundtvig und Christen Kold, der die Idee verwirklichen sollte, vielmehr auf das gesprochene Wort, das mit Begeisterung in der Muttersprache vorgetragen werden sollte.
Die Volkshochschulbewegung stieß auf den Färöern auf reges Interesse. Seit den 1870ern hatte eine Vielzahl Färinger dänische Volkshochschulen besucht. Insbesondere die Vallekilde-Volkshochschule war beliebt. In diesen Volkshochschulen waren natürlich dänische Sprache, dänische Geschichte und dänische Literatur der Ausgangspunkt. Sowohl Bewohner der Färöer als auch dänische Vertreter der Volkshochschulbewegung, die großes Verständnis für die nationale Erweckung der Färinger hatten, wussten, dass man, wenn die nationale färöische Bewegung bestehen sollte, eine auf dem Volk basierende Volkshochschule gründen müsste.

## Símun und Rasmus

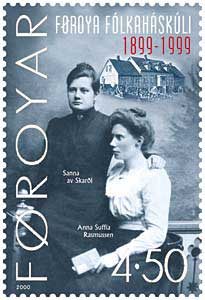
Sanna av Skarði und Anna Suffía Rasmussen waren die Frauen "im Hintergrund" ihrer großen Ehemänner, aber ohne sie wäre der Betrieb der Volkshochschule nicht denkbar gewesen. Auf dieser Briefmarke von 2000 ist im Hintergrund der Fotomontage das Hauptgebäude der Volkshochschule in Tórshavn zu sehen, das heute noch steht, aber um mehrere Nebengebäude ergänzt wurde.

Zwei Färinger beschlossen, sich für die Sache einzusetzen: Símun av Skarði und Rasmus Rasmussen. Sie werden allgemein bei ihren Vornamen genannt, und sogar die nach ihnen benannten Straßen heißen im Gegensatz zu allen anderen nach Personen benannten Straßen in Tórshavn Símunargøta und Rasmusargøta.
Die beiden lernten sich in den 1890ern in Dänemark auf der Volkshochschule Askov kennen. Sie einigten sich auf eine Zusammenarbeit und begannen, sich auf die Aufgabe vorzubereiten. Zwei Winter und zwei Sommer waren sie Schüler der Heimvolkshochschule Askov; später besuchten sie für ein Jahr die pädagogische Fortbildungsschule (Statens Lærerhøjskole) in Kopenhagen. Símun studierte insbesondere Geschichte und Sprachen, während Rasmus Naturkunde und Mathematik studierte.
Die färöische Volkshochschule – Føroya Fólkaháskúli – wurde im Winter 1899 in provisorischen Räumlichkeiten in Klaksvík gegründet, die durch einen Kaufmann zur Verfügung gestellt worden waren. Rasmus heiratete die Schwester von Símun: Anna Suffía av Skarði. In den ersten Jahren war sie Hausmeisterin. Im selben Jahr wurde mit dem Bau der Volkshochschule begonnen. An einer schönen Küstenstrecke westlich von Klaksvík fanden sie unter einem steilen Berghang einen geeigneten Ort, den sie Fagralíð (schöner Berghang) tauften. Rasmus, der gelernter Zimmermann war, hat das Gebäude zusammen mit anderen Männern aus den Nordinseln errichtet. Im nächsten Winter war das Haus bezugsfertig, die Schüler konnten aber erst am 28. November kommen. Sanna av Skarði reiste in diesem Sommer zur dänischen Volkshochschule Vallekilde, um hier Kenntnisse der Haushaltsführung und der Handarbeit zu erlangen, so dass sie in der Volkshochschule Fagralíð den Haushalt führen und unterrichten könnte.
Viele Hindernisse mussten überwunden und alle Kräfte aufgeboten werden. Die wirtschaftliche Lage war äußerst gespannt; die Idee fand jedoch breite Unterstützung in der Bevölkerung. Die jungen Idealisten fanden überall eine positive Haltung zur Volkshochschule vor. Im ganzen Land wurden Geldspenden für die Volkshochschule gesammelt und die Schule hatte viele Freunde. Die Umgebung der Schule war schön und idyllisch. Die Lehrer konnten abends zusammen mit den Schülern im Fjord angeln und in den Bergen wandern. Dies war so lange möglich, wie die Lehrer noch jung und stark waren. Zugleich stellte sich jedoch heraus, dass die abgelegene Lage der Schule äußerst unpraktisch war. Es gab keine Straßenanbindungen, so dass alle Waren, u. a. Kohle, mit dem Ruderboot transportiert oder auf dem langen Weg über den Berg aus Klaksvík auf dem Rücken getragen werden mussten. Die Schule musste schließlich nach Tórshavn verlegt werden. Bis zu diesem Zeitpunkt hatten bereits 200 Färinger die Volkshochschule besucht. Im Jahre 1909 wurde das Gebäude auseinandergenommen und etwas westlich der Hauptstadt wiederaufgebaut. Hier befindet sich die färöische Volkshochschule immer noch. Die Stadt ist seither stetig gewachsen, so dass die Volkshochschule nunmehr inmitten der Stadt liegt.

## Entwicklung bis heute
In den ersten Jahren waren die räumlichen Verhältnisse beengt, ab den 1950ern und 1960ern ist die Schule jedoch erheblich erweitert worden. Sie hat z. B. einen geräumigen Esssaal, eine geräumige Küche, eine große Sporthalle und zeitgemäße Klassenräume bekommen. In den 1980ern wurde die Schule außerdem durch zwei benachbarte Gebäude erweitert. Der heutige Leiter der färöischen Volkshochschule ist der Philosoph und Dichter Rói Patursson (* 1947).
Die Kurse dauern von Januar bis Juni. Es werden Geschichte, Gemeinschaftskunde, Literatur, Färöisch, Philosophie, Musik, Gesang, Theater, Fotografie, Malerei, Kochen, Weben, Keramik-, Metall- und Holzarbeiten unterrichtet. Es gibt drei hauptamtliche Lehrkräfte, und die Unterrichtssprache ist Färöisch. Im Falle gelegentlicher ausländischer Schüler, wird aber auch zusätzlich in anderen skandinavischen Sprachen oder Englisch unterrichtet. Ein Jahrgang hat durchschnittlich 25–30 Schüler, wovon keiner jünger als 17 ist. Sie leben während des Semesters zusammen auf dem Campus. Die Volkshochschule ist also wie in Skandinavien üblich ein Internat, wo die Schüler gemeinsam lernen und ihre Freizeit miteinander verbringen. Ein Semester kostet jeden Teilnehmer 15.000 kr, was etwa 2.000 € entspricht. Hierin sind Kost und Logis für ein halbes Jahr enthalten.
Nach den Sommerferien im Juli öffnet die Volkshochschule wieder im August. Dann gibt es ein- bis siebenwöchige Kurse für ältere Erwachsene. Daneben wird in dieser Zeit das sogenannte Skandinavische Kulturpaket für ausländische Interessenten angeboten. Das ist in erster Linie an Menschen über 50 Jahre gerichtet und mit Exkursionen verbunden.
2007 wurde eine Sommerschule für färöische Kinder eingerichtet, die im Ausland leben. Ziel ist es, ihnen in den Sommerferien beim Erwerb der färöischen Sprache zu helfen.